# (26954) Skadiang
(26954) Skadiang (1997 MG) – planetoida z pasa głównego asteroid okrążająca Słońce w ciągu 3,6 lat w średniej odległości 2,35 j.a. Odkryta 25 czerwca 1997 roku.